# Фреквенција
Фреквенција (лат. frequentare — посећивати, често чинити) или учесталост (учестаност) јесте број понављања у јединица времена. Она се у електротехници односи на наизменичну електричну струју, у електромагнетизму на електромагнетне таласе (нпр. светлост), у акустици на звук итд. Генерално, осим у техници, фреквенција се односи и на чињенице и стања која се дешавају са одређеним бројем понављања па се тако појам фреквенција може односити и на саобраћај (пролазак одређеног броја возила у јединици времена на одређеном месту), у медицини (за број откуцаја срца, мождане таласе) и сл.
Фреквенција се у техници означава симболом f. Може се дефинисати и као број понављања одређеног догађаја. Међународна јединица за фреквенцију у Међународном систему мерних јединица (СИ) је Hz (херц, назван у част немачког физичара Херца). Дакле, број циклуса неког таласа, неке друге осцилације или вибрације у секунди, изражава се у херцима (број циклуса у секунди).
{\displaystyle 1Hz={\frac {1}{s}}}
или: 
Као алтернатива, може се мерити временски интервал између почетних инстанци два сукцесивна догађаја (период) и тако израчунати фреквенција као реципрочна вредност трајања датог догађаја: Дакле:
{\displaystyle f={\frac {1}{T}}(Hz)}
Овде T означава период. Резултат се изражава такође у јединици херц (Hz), где 1 Hz означава догађај који се догодио једанпут у једној секунди.
Период осциловања Т, то јест време за које се обави једна осцилација је реципрочна вредност угаоне фреквенције (ν = 1/T), где је ν (грчко „ни“) фреквенција (угаона фреквенција) у Hz.
Угаона (кружна) брзина је:
{\displaystyle \omega =2\pi \nu ={\frac {2\pi }{T}}}
за коју је мерна јединица радијан у секунди (rad/s). У математици, фреквенција представља однос m/n (m број наступања тог догађаја, n број свих могућих догађаја).
Инструменти који се користе за мерење фреквенције су осцилоскоп и фреквенциометар. Осцилоскоп се може користити за комплементарна мерења, где се не захтева изразита прецизност. Тамо где је потребна велика прецизност мерења користи се фреквенциометар, њиме се мери фреквенција и време а поједини модели су опремљени и електронским склоповима који могу генерирати различите фреквенције, према поставкама које се захтевају мерењем.

## Јединице
СИ јединица за фреквенцију је херц (Hz), која је добила име по немачком физичару Хајнриху Херцу; један херц значи да се један догађај понавља једном у секунди. Раније име за ову јединицу је било циклуса по секунди (cps). СИ јединица за период је секунда.
Традиционална јединица мере која се користи за ротационе механичке уређаје је окретаја у минути, скраћено р/мин или рпм. 60 рпм је једнако са једним херцом.

## Период насупрот фреквенције
Као погодност, дужи и спорији таласи, као што су океански површински таласи, обично се описују периодом таласа уместо фреквенцијом. Кратки и брзи таласи, као што су аудио и радио, обично се описују по њиховој фреквенцији уместо периода. Ове често кориштене конверзије су наведене у наставку:
| Фреквенција | 1 (10−3 ) | 1 (100 ) | 1 (103 )  | 1 (106 )  | 1 (109 )  | 1 (1012 )  |
| Период      | 1 (103 )  | 1 (100 ) | 1 (10−3 ) | 1 (10−6 ) | 1 (10−9 ) | 1 (10−12 ) |

## Сродни типови фреквенције
- Угаона фреквенција, обично означене грчким словом ω (омега), се дефинише као брзина промене угаоног померања, θ, (током ротације), или брзина промене фазе синусоидне таласне форме (нпр. у осцилацијама или таласима), или као брзина промене аргумента синусне функције:

{\displaystyle y(t)=\sin \left(\theta (t)\right)=\sin(\omega t)=\sin(2\mathrm {\pi } ft)}
{\displaystyle {\frac {\mathrm {d} \theta }{\mathrm {d} t}}=\omega =2\mathrm {\pi } f}
Угаона фреквенција се обично изражава у радијанима по секунди (rad/s), док се за дискретно временске сигнале такође може изразити као радијани по узорку времена, што је бездимензионална величина. Угаона фреквенција (у радијанима) је већа од регуларне фреквенције (у Hz) за фактор од 2π.
- Просторна фреквенција је аналогна временској фреквенцији, али је временска оса замењене са једном или више оса просторног померања. E.g.:

{\displaystyle y(t)=\sin \left(\theta (t,x)\right)=\sin(\omega t+kx)}
{\displaystyle {\frac {\mathrm {d} \theta }{\mathrm {d} x}}=k}
Таласни број, k, је просторна фреквенција аналогна угаоној временској фреквенцији и мери се у радијанима по метру. У случају са више од једне просторне димензије, таласни број је векторска величина.

## Пропагација таласа
Периодични таласи у недисперзивном медију (то јест, медију у коме је брзина таласа независна од фреквенције) имају фреквенцију која је у инверзном односу са таласном дужином, λ (ламбда). Чак и у дисперзивном медију, фреквенција f синусоидног таласа је једнака фази брзине v таласа подељеном са таласном дужином λ таласа:
{\displaystyle f={\frac {v}{\lambda }}.}
У специјалном случају електромагнетних таласа кроз вакуум је v = c, где је c врзина светлости у вакууму, и овај израз потаје:
{\displaystyle f={\frac {c}{\lambda }}.}
Кад таласи из монохроматског извора путују из једног медијума у други, њихова фреквенција остаје иста — само се њихова таласна дужина и брзина мењају.

## Мерење

### Бројање
Израчунавање фреквенције понављајућег догађаја се остварује путем рачунања броја понављања догађаја у одређеном временском периоду. На пример, ако се догађај понови 71 пут у току 15 секунди, фреквенција је:
{\displaystyle f={\frac {71}{15\,{\text{s}}}}\approx 4.7\,{\text{Hz}}}
Ако број понављања није велики, прецизније је мерити временски интервал за унапред одређени број појава, а не број појава унутар одређеног времена. Каснији метод уводи рандомну грешку у бројање која је између нуле и једног понављања, тако да је у просеку половина понављања. То се назива грешком пријема и узрокује грешку понављања у рачунању фреквенције од , или фракциону грешку од , где је  временски интервал и f је измерена фреквенција. Ова грешка се смањује са фреквенцијом, тако да је проблем при ниским фреквенцијама где је број понављања N мали.

### Стробоскоп
Старији метод мерења фреквенције ротирајућих или вибрирајућих објеката се ослања на коришћење стробоскопа. Ово је интензивно трепћуће светло (стробоскоп) чија се фреквенција може подесити калибрисаним временским кругом. Светлост инструмента се усмерена на објекат који се окреће и фреквенција се подешава горе и доле. Када је фреквенција инструмента једнака учестаности ротирања или вибрације објекта, објекат завршава један циклус осциловања и враћа се у првобитну позицију између блица светлости, тако да када је осветљен, објекат изгледа непомичан. Тада се фреквенција може очитати из калибрираног очитача инструмента. Недостатак ове методе је да објекат који ротира на целобројном умношку фреквенције такође изгледа као да је стационаран.

### Фреквенциометар
Фреквенциометар је уређај помоћу којег се мери фреквенција, махом електричне фреквенције.
Ради на принципу механичке резонанције (вибрациони за ниске фреквенције наизменичне струје), електричне резонанције (таласометри за фреквенције у радио-техници) или електромеханичке резонанције. Пиезоелектрични за контролу и одржавање стабилности фреквенције емисионих радио-станица.
Постоје и електродинамички и електромагнетни.

### Хетеродине методе
Изнад опсега бројача фреквенција, фреквенције електромагнетних сигнала се често мери индиректно помоћу хетеродина (фреквентне конверзије). Референтни сигнал познате фреквенције у близини непознате фреквенције се помеша са непознатом фреквенцијом у нелинеарном уређају за мешање, као што је диода. Ово ствара сигнал хетеродина или удар на разлици између две фреквенције. Ако су два сигнала међусобно блиских фреквенција, хетеродин је довољно низак да би се мерио помоћу фреквентног бројача. Овај процес мери само разлику између непознате фреквенције и референтне фреквенције. Да би досегли веће фреквенције, може се користити неколико фаза хетероденовања. Тренутна истраживања проширују ову методу на инфрацрвене и светлије фреквенције (оптичка хетеродинска детекција).

## Примери

### Светлост
Боја видљиве светлости одређена је њеном фреквенцијом:
- Црвена свјетлост: 4×1014 Hz
- Љубичаста: 8×1014 Hz

Између ове две налазе остале дугине боје. Ниже фреквенције свјетлости (инфрацрвена светлост) нису видљиве људском оку. На још нижим фреквенцијама налазе се микроталаси, а испод њих су радиоталаси. Ултраљубичасти зраци су електромагнетни таласи више фреквенције, такође невидљиви људском оку. Рендгенски таласи (зрачење, X-зраци) су на вишој фреквенцији од ултраљубичастих а гама зраци на још вишој.
Таласна дужина ових таласа је обрнуто пропорционална њиховој фреквенцији. Електромагнетни таласи се најбрже крећу кроз вакуум, где имају брзину светлости (око 300.000 km/s):
Дакле, фреквенција f електромагнетних таласа приликом кретања кроз вакуум је:
{\displaystyle f={\frac {c}{\lambda }}}
где је брзина светлости c - брзина пропагације (простирања, ширења) таласа, а λ - таласна дужина. Аналогно томе:
{\displaystyle \displaystyle c=f\lambda }
Фреквенција која се односи на квант електромагнетне енергије представља се формулом:
{\displaystyle f={\frac {E}{h}}}
гдје је E енергија кванта, а h је Планкова константа, чија вредност је {\displaystyle \hbar ={{h} \over {2\pi }}=1.054\ 571\ 800(13)\times 10^{-34}{\text{ J⋅s}}/{\text{rad}}=6.582\ 119\ 514(40)\times 10^{-16}{\text{ eV⋅s}}/{\text{rad}}.}

### Звук
Фреквенције звука које људско уво може осетити налазе се у подручју од око 20 Hz до 20 kHz. Најосетљивије је уво младе особе. Код старијих, због постепеног губљења еластичности бубне опне, способност регистровања виших фреквенција слаби. Неке животињске врсте као што су пси, а нарочито слепи мишеви, могу регистровати и много више фреквенције (ултразвучне фреквенције). Са друге стране, за нпр. слонове, дубоки тонови (инфразвук) су важнији јер њима могу комуницирати на великим удаљеностима.
За разлику од светлости, звук се не може простирати кроз вакуум (јер се ради о врсти вибрација које се треперењем преносе са честице на честицу, а у вакууму оне нису присутне). Звук се простире већом брзином кроз гушће материјале:
- брзина звука у ваздуху: око 331
- брзина звука у чистој води: око 1481
- брзина звука у челику: око 6000